# Palimpseste de Dalbavie
Palimpseste est un sextuor pour flûte, clarinette, piano et trio à cordes (violon, alto et violoncelle) de Marc-André Dalbavie, composé en 2002 et revu en 2005. 
La version originale a été créée en public à Birmingham, le 3 mai 2002, par le Birmingham Contemporary Music Group sous la direction de Suzanna Mallki. La 3e version de l'œuvre a été créée le 1er février 2005 dans le cadre du Festival Présences de Paris, par l'ensemble L'Itinéraire sous la direction du compositeur.
La partition fait ouvertement référence au madrigal Beltà, poi che t'assenti du Sixième livre de madrigaux de Carlo Gesualdo, publié en 1611.

## Composition
Palimpseste répond à une commande du Birmingham Contemporary Music Group. Une première version est achevée en 2002, mais la partition connaît plusieurs versions jusqu'en 2005. De fait, « pour respecter le sens du titre (un palimpseste est un parchemin manuscrit dont on a effacé le premier texte pour pouvoir écrire à nouveau dessus), Marc-André Dalbavie s'est imposé la contrainte de réécrire de nouveaux passages pour chaque nouvelle exécution ».

## Création
La version originale a été créée en public à Birmingham, le 3 mai 2002, par le Birmingham Contemporary Music Group sous la direction de Suzanna Mallki. La 3e version de l'œuvre a été créée le 1er février 2005 dans le cadre du Festival Présences de Radio France, à Paris, par l'ensemble L'Itinéraire sous la direction du compositeur,.
La partition a été publiée par les éditions Billaudot.

### Analyse
L'œuvre cite le madrigal Beltà, poi che t'assenti du Sixième livre de madrigaux de Carlo Gesualdo, publié en 1611 :
| Beltà, poi che t'assenti Come ne porti il cor porta i tormenti : Ché tormentato cor può ben sentire La doglia del morire, E un'alma senza core Non può sentir dolore. | Belle, tu reconnaîtras Que celui qui porte un cœur en porte les tourments : Un cœur tourmenté peut bien ressentir La douleur de mourir, Mais une âme sans cœur Ne peut ressentir la douleur. |

De fait, le matériau mélodique « ne s'entend pas toujours. Lorsqu'il est trop étiré, il n'accède plus à la perception, devient un support structurel. Il y a donc tout un jeu de reconnaissance ou de méconnaissance par rapport au morceau musical cité, d'où le titre de l'œuvre : Palimpseste »,
Dans The Gesualdo Hex (« Le sortilège de Gesualdo »), publié en 2010, le musicologue américain Glenn Watkins mentionne le Palimpseste de Dalbavie parmi les œuvres de musique contemporaine, très nombreuses (plus de quatre-vingt partitions), adaptées ou inspirées par le prince compositeur italien. Dalbavie a également composé un opéra sur les dernières années de la vie de Gesualdo, en 2010, sur un livret de Richard Millet.

## Discographie
- Marc-André Dalbavie, Palimpseste, Trio pour violon, cor et piano, Tactus et In advance of the broken time par l'ensemble L'Itinéraire (25 et 28-30 janvier 2005, CD Nocturne S209 NT100) (OCLC 229458512)

### Monographies
- (en) Glenn Watkins (trad. de l'anglais), The Gesualdo Hex : Music, Myth, and Memory, Évreux/S. l./New York, Éd. Atlas / Agence et messageries de la presse distrib. / W. W. Norton, 2010, 384 p. (ISBN 978-0-393-07102-3)